# Dia de l'Arbre
El Dia de l'arbre és una celebració declarada per protegir les superfícies arbrades, com a recordatori que tots els arbres del món donen aire per respirar i el purifiquen.
Se celebra el 21 de març, és a dir, el primer dia de primavera al hemisferi nord i el primer dia de tardor al hemisferi sud. A la Xina, el dia de l'arbre se celebra el 12 de març i a les escoles es fan campanyes perquè els estudiants plantin arbres aquest dia.
Com en molts països el Dia de l'arbre s'utilitza per plantar arbres i atès que aquesta data no és sempre propícia perquè els arbres arrelin, de vegades es trien altres dates més properes a l'hivern.

## Història
Hi ha nombrosos precedents de celebracions de dia o festa de l'arbre. A Catalunya, la més notable és la Festa de l'Arbre organitzada a partir del 1899 per la Societat d'Amics de la Festa de l'Arbre.
El Dia Mundial de l'Arbre, també anomenat Dia Forestal Mundial, va ser inicialment una recomanació del Congrés Forestal Mundial que es va celebrar a Roma el 1969. Aquesta recomanació va ser acceptada per l'Organització de Nacions Unides per a l'Agricultura i l'Alimentació (FAO) en 1971. Per tots aquest dia és molt important perquè és el nostre món on hi ha molts arbres avui en dia gràcies a la col·laboració dels ciutadans i ciutadanes perquè aquest món sigui sempre verd.